# Erfurter Vorstädte
Die Erfurter Vorstädte sind ein Gürtel aus Wohngebieten, die rings um das Stadtzentrum der thüringischen Landeshauptstadt angelegt wurden.

## Geschichte

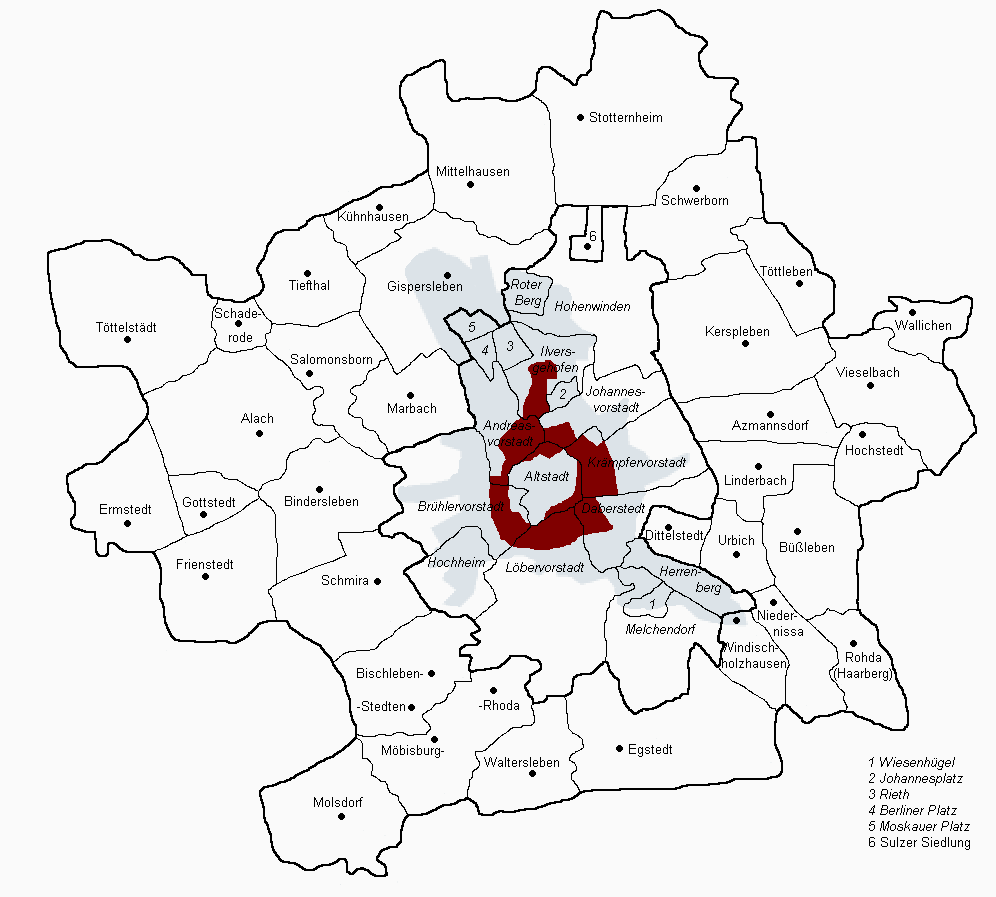
Ungefähre Ausdehnung der Vorstädte in Erfurt

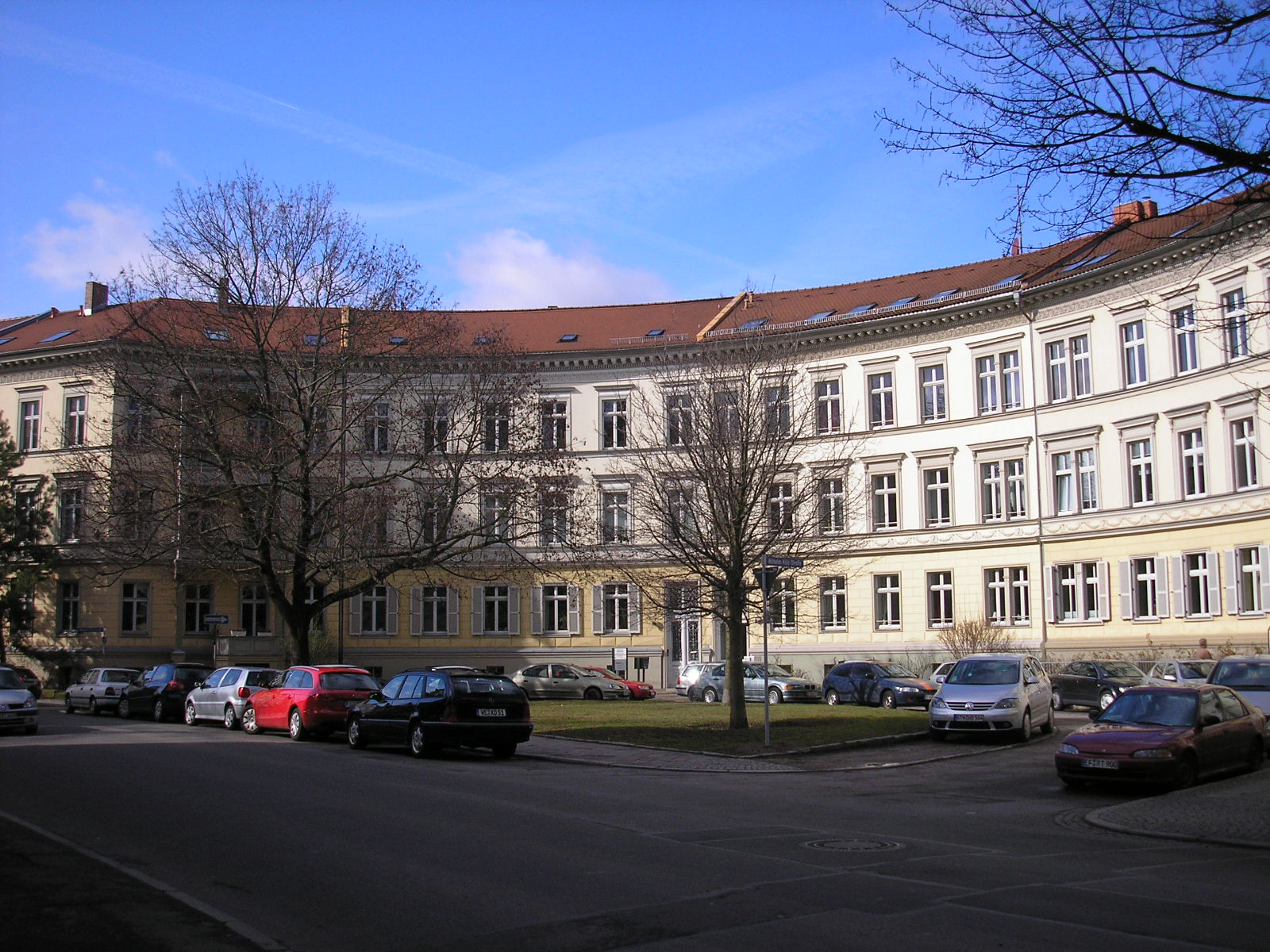
Bereits Mitte des 19. Jahrhunderts entstand vorstädtische Bebauung im Brühl

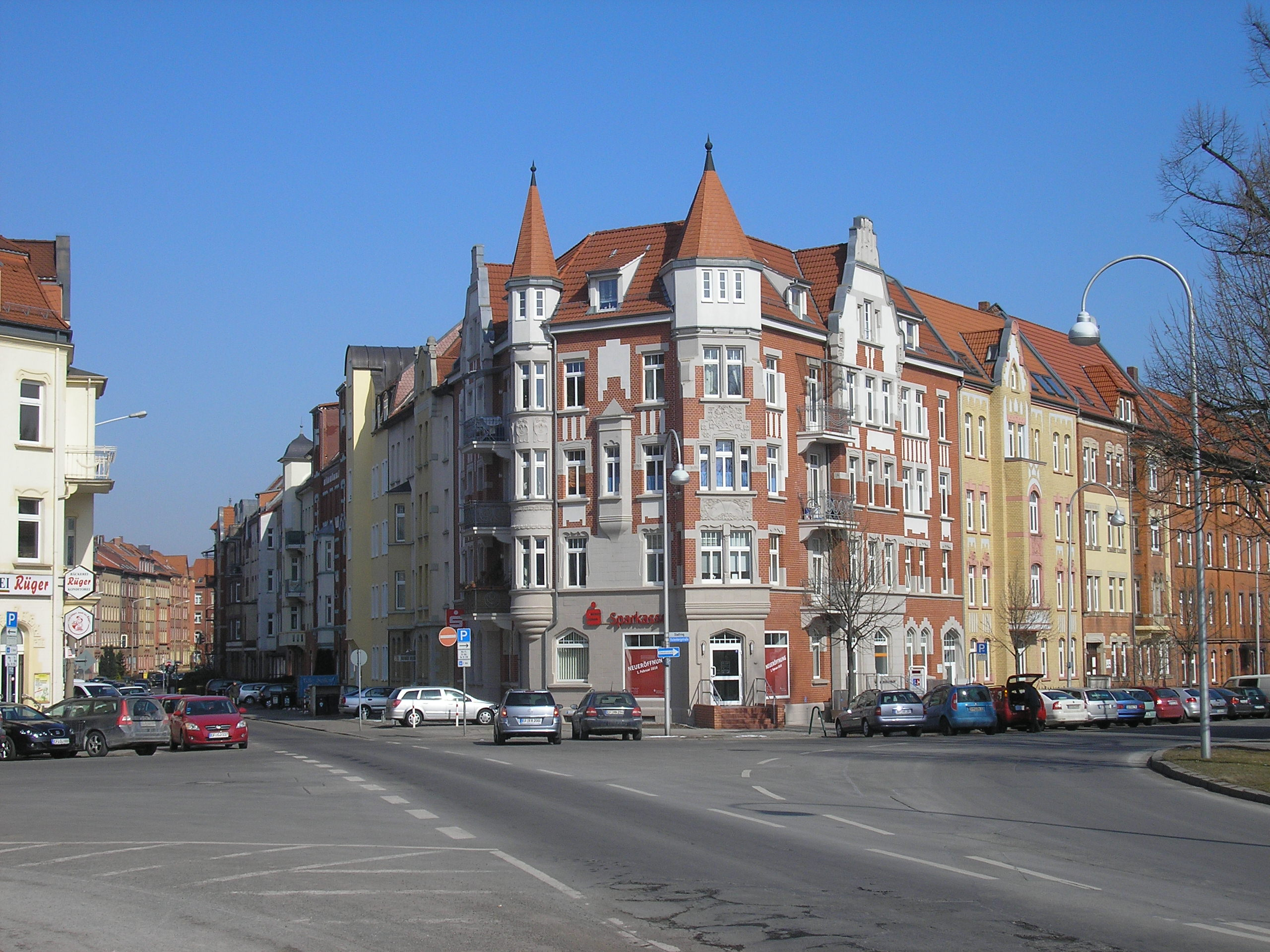
Blockrandbebauung dominiert die alten Arbeiterviertel im Norden

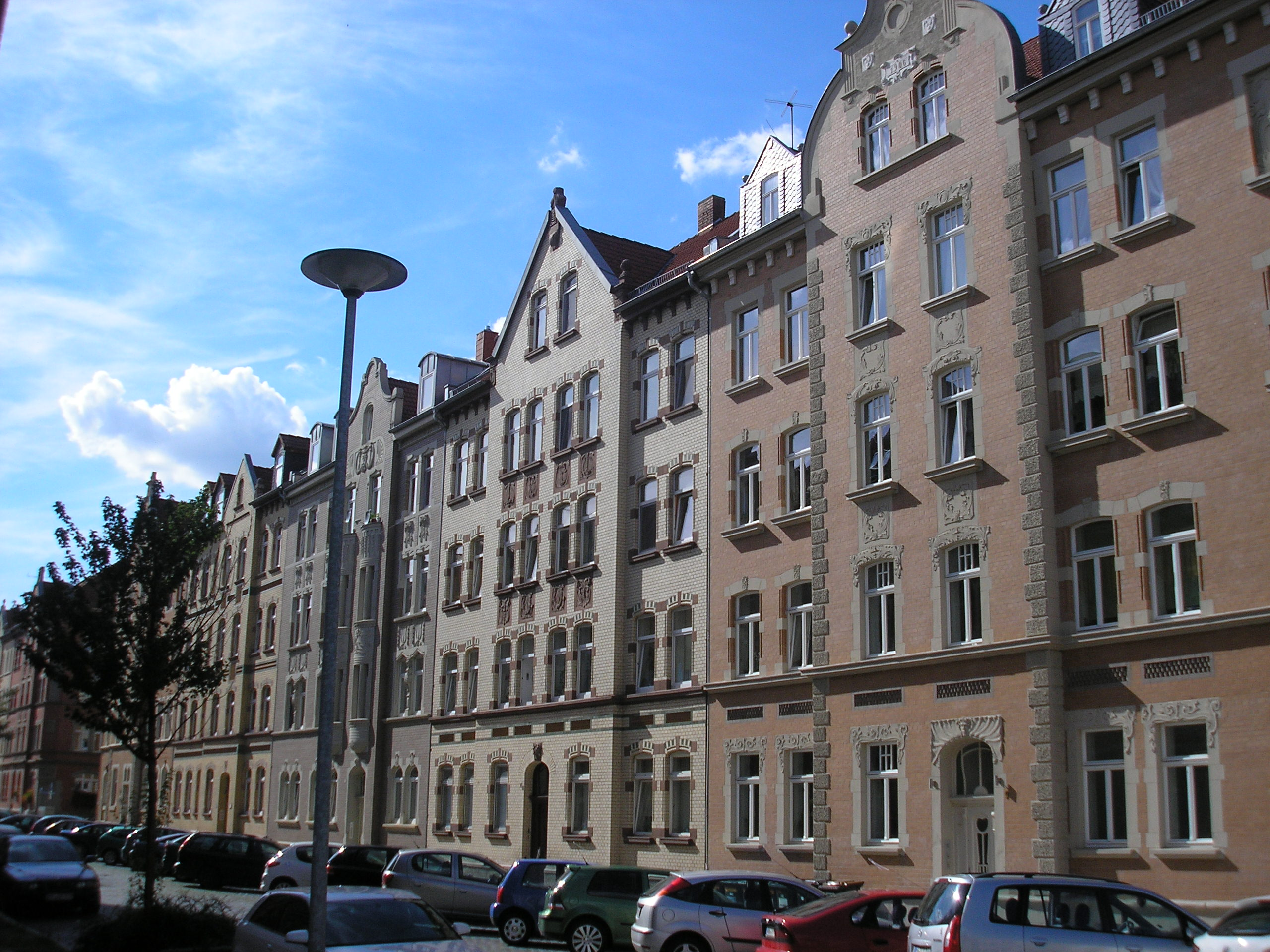
Auch die Johannesvorstadt wurde als Arbeiterviertel erbaut

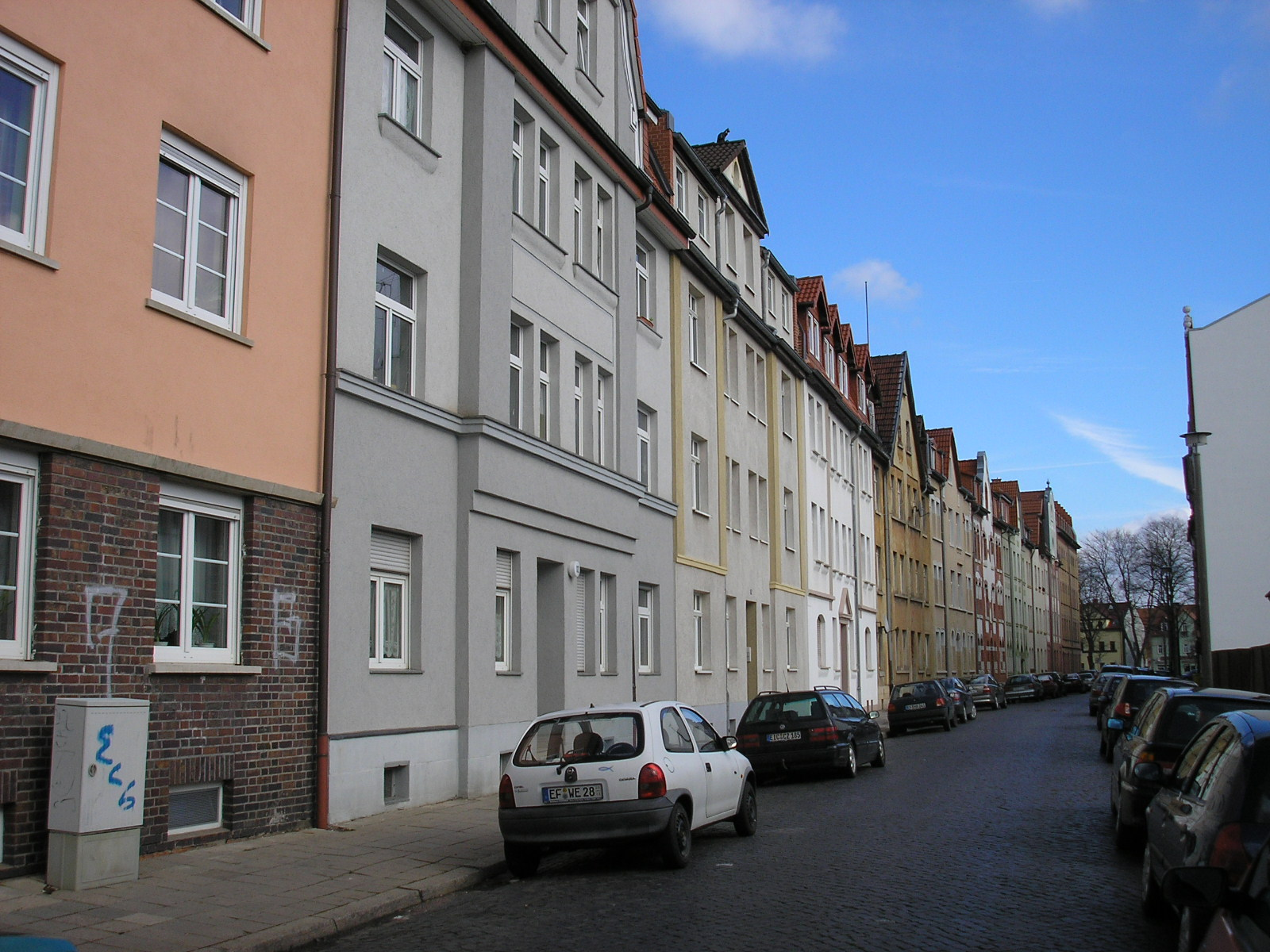
In Ilversgehofen wurde meist nur dreigeschossig gebaut

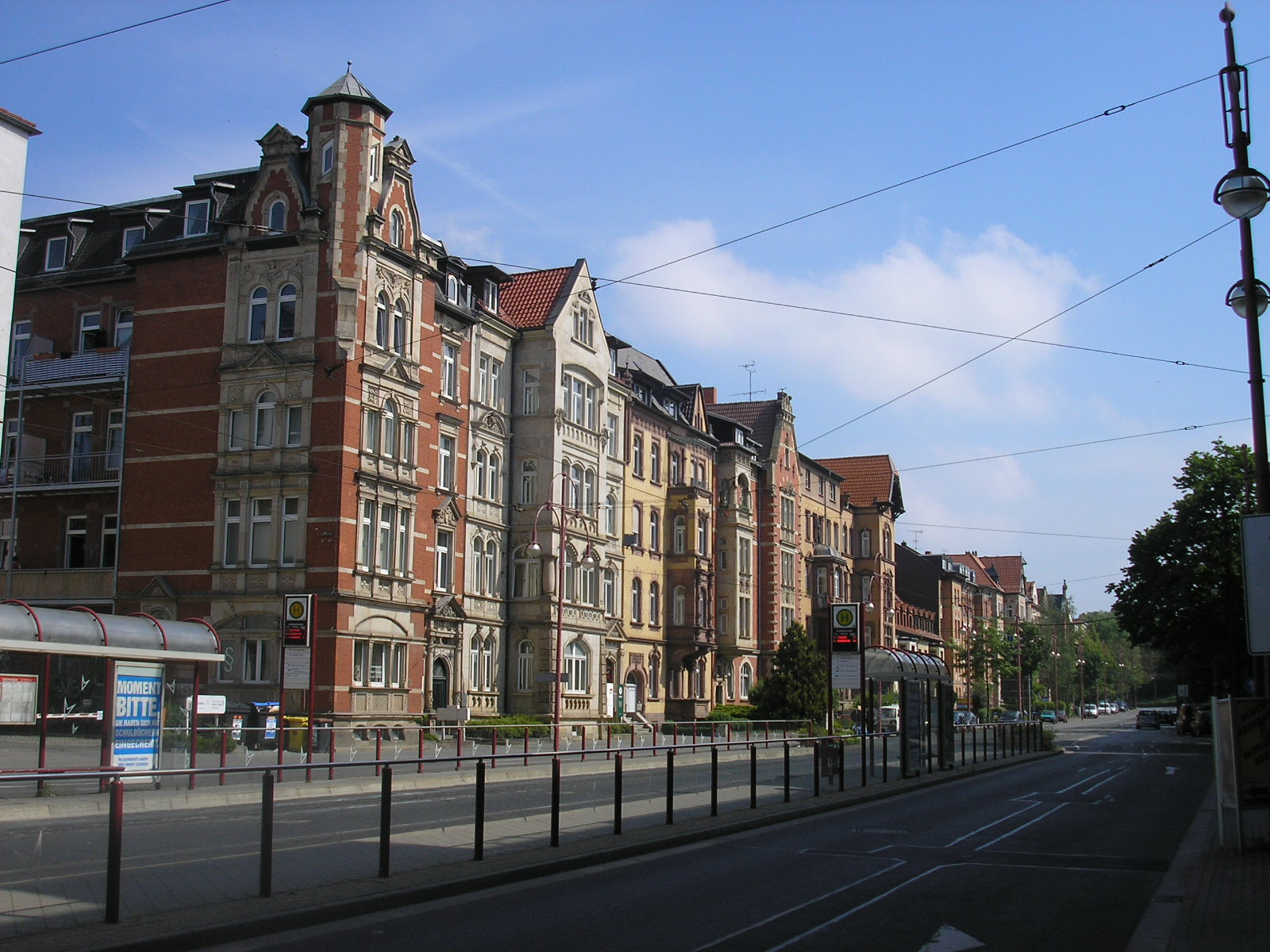
Im Süden dominieren bürgerliche Mietshäuser

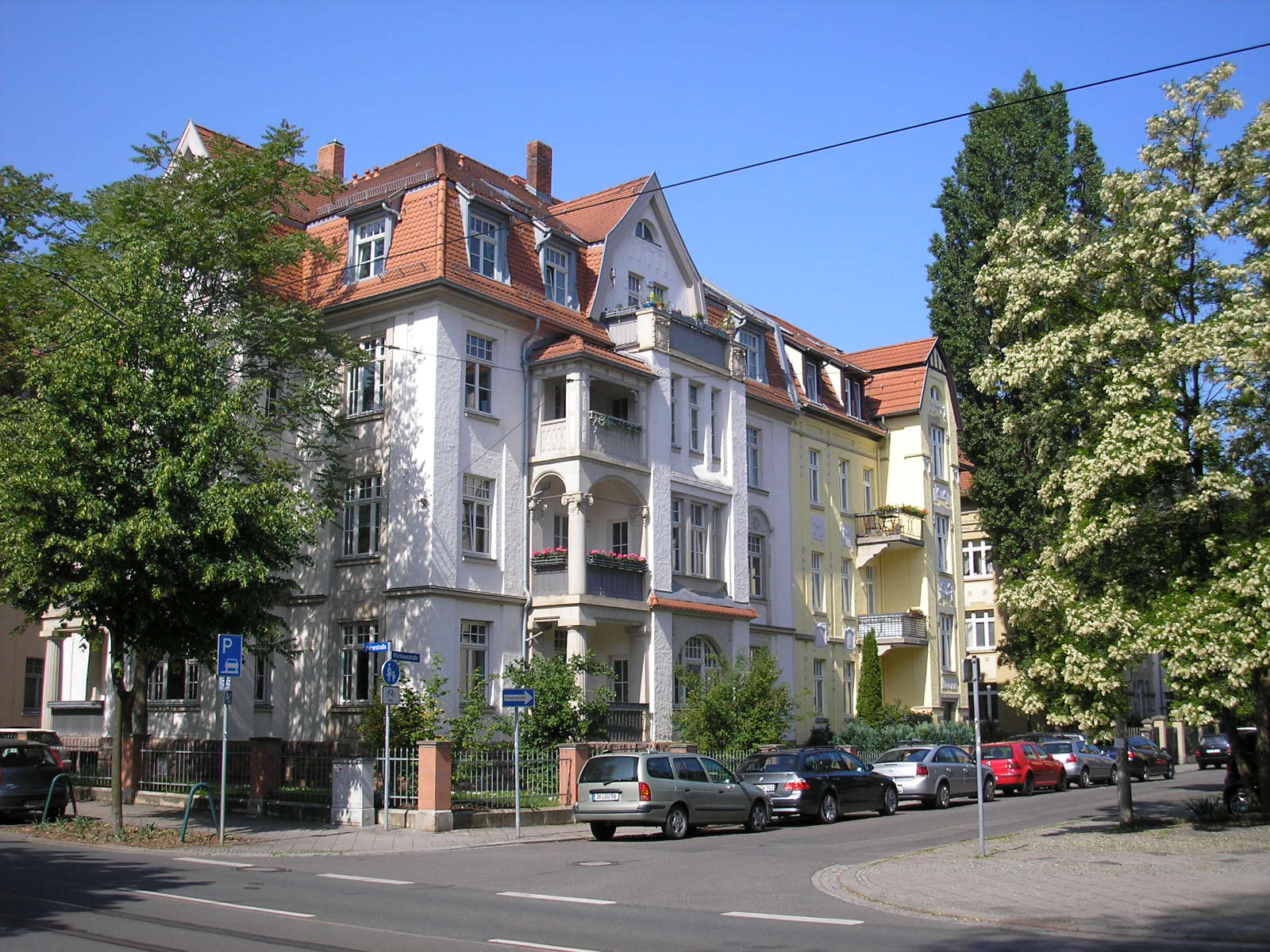
Aufgelockerte Bebauung an der Steigerstraße im Südwesten

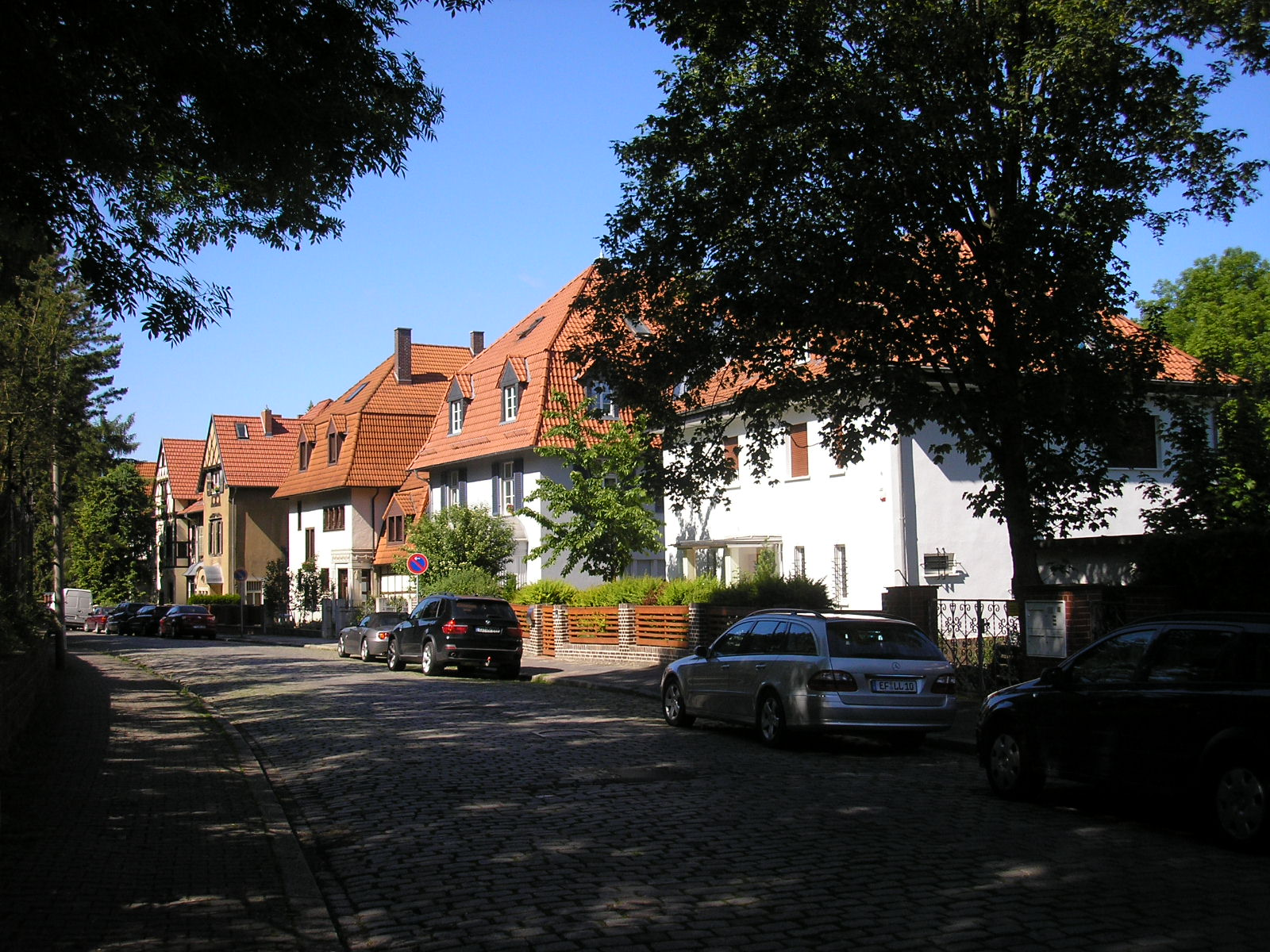
An der Cyriaksburg im Südwesten finden sich einzelne Villen

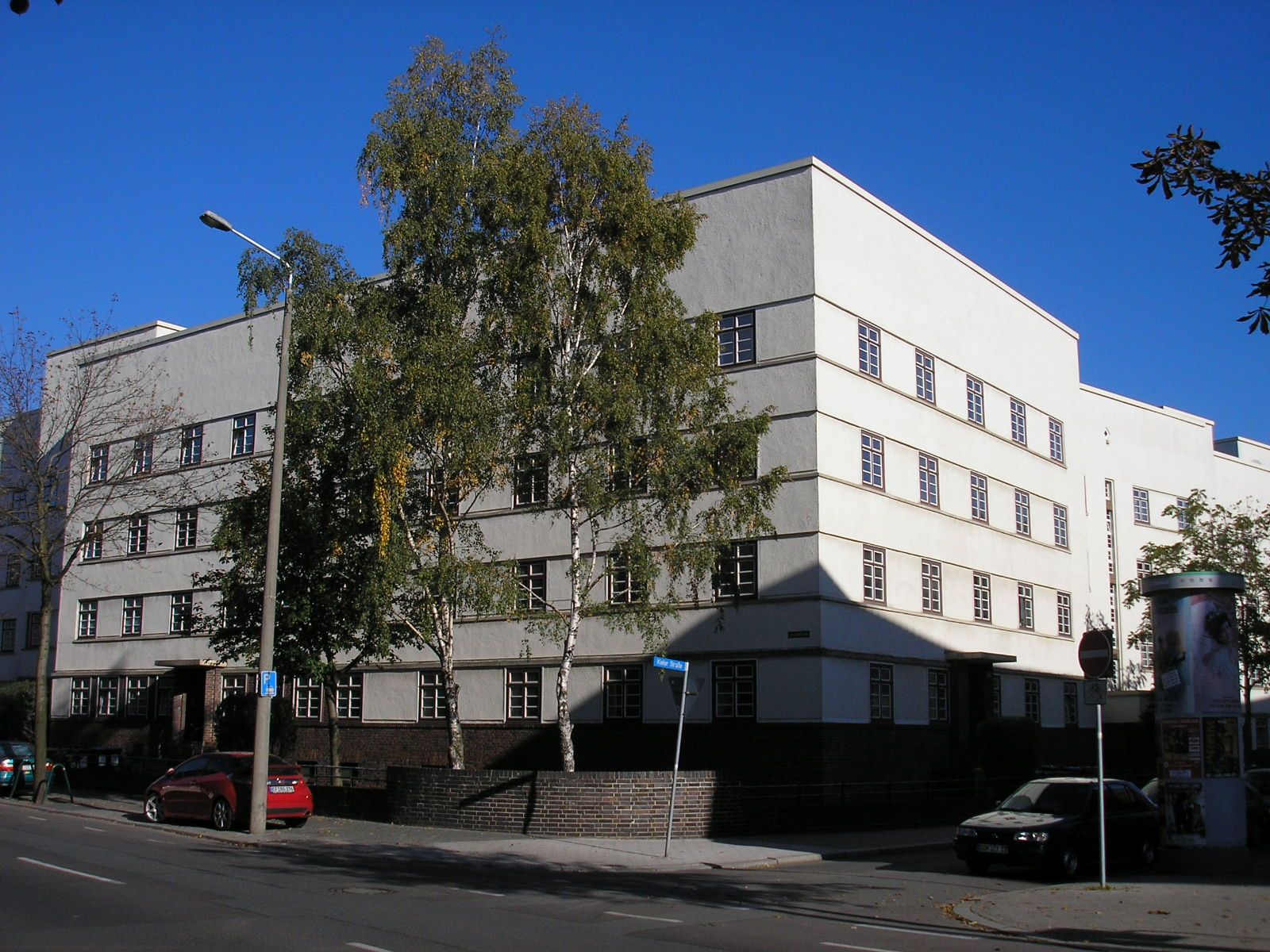
Ende der 1920er-Jahre wurde im Osten im Stil des Bauhauses gebaut

### Vor der Entfestigung 1873
Die Vorstädte sind sehr regelmäßig angelegt. Dies hat mehrere Ursachen: zum einen lag Erfurt, anders als etwa Halle oder Leipzig weit von seinen Nachbarorten entfernt, sodass mit Ausnahme Ilversgehofens keine Dörfer in die Stadt hereinwuchsen und die großflächige Stadtflur bereits der Erfurter Regierung unterstand. Außerdem durfte sie bis 1873 nicht bebaut werden, da Erfurt eine preußische Festungsstadt war. So spielte sich das Baugeschehen zunächst innerhalb der Stadtbefestigung ab. Hier stieg die Einwohnerzahl von etwa 15.000 nach den napoleonischen Kriegen 1815 auf etwa 45.000 Personen im Jahr der Aufgabe des Festungsstatus an. Dadurch waren die Wohnverhältnisse in der Altstadt mit einer ummauerten Fläche von rund drei Quadratkilometern überaus beengt. Schon ab der Mitte des 19. Jahrhunderts entstand deshalb noch innerhalb der Mauern ein erster vorstädtisch geprägter Bereich mit neuer, klassizistischer Bebauung und relativ großen Wohnhäusern. Schwerpunkte waren das Brühl und die Viertel am Dalbergsweg, die vorher nur dünn mit kleinen Häusern und Gärten bebaut waren. Auch um den Bahnhof und am Johannestor im Norden entstanden solche Wohnviertel, die teilweise aber später nochmals überbaut wurden.

### Zwischen 1873 und Erstem Weltkrieg
Nachdem der Festungsstatus aufgehoben wurde, konnte mit der geplanten Bebauung der Erfurter Stadtflur begonnen werden. Es wurde ein relativ regelmäßiges Straßengitter erstellt, das nach und nach angelegt und bebaut wurde. Dabei folgte man den damals üblichen städtebaulichen Mustern, so entstanden im Süden und Westen bürgerliche Villenviertel und im Norden und Osten ausgedehnte Arbeiterviertel. Die bürgerlichen Viertel profitierten von der westlichen Hauptwindrichtung, die ihnen stets frische Luft vom Land zutrug. Außerdem lagen sie in der reizvolleren Gegend an den Hängen von Steigerwald und Cyriaksburg als Naherholungsgebiete. Dagegen wurden die Industriebetriebe nahe an den Arbeitervierteln im flachen Gelände des Nordens und Ostens angesiedelt, auch, weil hier eine gute Anbindung ans Bahnnetz bestand. Dennoch waren die Arbeiterquartiere nicht derart dicht bebaut wie in anderen Großstädten, hier herrschte Blockrandbebauung mit relativ großen Innenhöfen mit Handwerksbetrieben und Gärten vor. Dies war möglich, weil Erfurt über viel freie Gemarkungsfläche verfügte und somit – anders als in Berlin oder Leipzig – keine Notwendigkeit zur gedrängten Bebauung bestand. Auch das Straßengitter wurde daher relativ weitmaschig angelegt. Durch diese geplante städtebauliche Expansion konnte die Bevölkerungszahl Erfurts von 45.000 auf 130.000 am Beginn des Ersten Weltkriegs ansteigen.
1911 wurde Ilversgehofen eingemeindet, das einzige nah an der Stadtgrenze liegende Dorf. Es war bis dahin bereits auf etwa 13.000 Einwohner angewachsen; vor der Industrialisierung lebten dort gerade einmal 700 Menschen (1860). Auch hier wurde weitgehend in einem regelmäßigen Straßengitter gebaut, allerdings waren die Häuser in der Regel etwas kleiner als jene in Erfurt (drei anstelle von vier Geschossen). Wie die angrenzenden Straßenzüge war auch Ilversgehofen ein Arbeiterstadtteil.

### Zwischenkriegszeit
Der Erste Weltkrieg hatte keine Auswirkungen auf die Bausubstanz der Vorstädte, jedoch sorgte er für eine wirtschaftliche Krise, sodass zunächst nicht mehr gebaut wurde, obwohl die Einwohnerzahl weiter stieg. Dies führte schon in den frühen 1920er-Jahren zu einer akuten Wohnungsnot. Zu ihrer Behebung wurden die Ideen des in der Nachbarstadt Weimar ansässigen Bauhauses aufgegriffen und es entstanden Wohnkomplexe in der neuen Formensprache im Osten der Vorstädte (Hanseviertel) und in Ilversgehofen (Jacobsenviertel). Auch der Bau von Eigenheimen und kleinen Mietshäusern setzte sich dem Zeitgeist entsprechend fort, hierbei lag ein Schwerpunkt in Daberstedt. In der Zwischenkriegszeit wurde zum ersten Mal das noch immer nicht gänzlich bebaute Straßengitter der Vorstädte verlassen und die Bebauung weiter außerhalb in der Stadtflur begonnen. Hier entstanden Eigenheimsiedlungen mit kleinen Häusern und großen Gärten zur Selbstversorgung der Bewohner, besonders im Westen, aber auch verstreut im Norden und Osten der Stadt. Auch in den 1930er-Jahren wurde die Bebauung der Vorstädte mit größeren Mietshäusern fortgesetzt, allerdings entstanden keine städtebaulich bedeutenden Ensembles wie in der Zeit des Historismus und des Bauhauses. Die Bevölkerungszahl stieg bis 1940 weiter auf etwa 165.000 Einwohner, allerdings auch, weil einige Nachbardörfer eingemeindet wurden.

### DDR-Zeit
Auch den Zweiten Weltkrieg überstanden die Vorstädte, von wenigen Häusern abgesehen, unzerstört. In den 1950er- und frühen 1960er-Jahren fand dann eine letzte Bebauungswelle in den Vorstädten statt. Letzte Freiflächen wurden mit Altneubauten bebaut, etwa das Borntal im Westen, Teile des Hanseviertels im Osten und Daberstedt im Süden. So kam die städtebauliche Entwicklung in den Vorstädten zum Abschluss, nachdem Erfurt 1965 bereits 190.000 Einwohner zählte, von denen der größte Teil in den Vorstädten lebte. Hier war inzwischen ein erheblicher Sanierungsbedarf entstanden. Aus Mangel an Alternativen begann man damit, ältere Straßenzüge aus dem späten 19. Jahrhundert zu sanieren, wie etwa in der Auenstraße im Norden. Dabei verloren die Fassaden in der Regel ihr Dekor, sodass die damals sanierten Häuser heute noch gut zu erkennen sind. Dennoch verloren die Vorstädte an Attraktivität, gerade gegenüber den neu errichteten Plattenbaugebieten. Diese entstanden in den 1970er- und 1980er-Jahren im Norden und Südosten Erfurts für etwa 100.000 Einwohner, während die Gesamteinwohnerzahl nur um 30.000 auf 220.000 anstieg. Dies hatte erhebliche innerstädtische Umschichtungen zur Folge.

### Nach 1990
Nach 1990 sanken die Einwohnerzahlen in den unsanierten Altbauvierteln schlagartig ab und Leerstand wurde ein großes Problem. Der Tiefpunkt wurde um die Jahrtausendwende erreicht. Dennoch begannen schon kurze Zeit nach der Wiedervereinigung die Sanierungsmaßnahmen und die Viertel stabilisierten sich. Im folgenden Jahrzehnt stiegen die Einwohnerzahlen wieder an, zum einen durch Rückwanderer aus den Plattenbaugebieten, zum anderen durch Zuwanderung von außerhalb. Als vorteilhaft wird besonders die zentrumsnahe Lage wahrgenommen, auch die allgemeine Beliebtheit von „Gründerzeit“-Wohnungen trägt dazu bei.

## Architektur
Dominant ist die Blockrandbebauung mit viergeschossigen Mietshäusern aus der Zeit zwischen 1880 und 1910 auf regelmäßigem Straßengrundriss. Sie erstreckt sich in einem Gürtel vom Gothaer Platz im Westen über den Gutenbergplatz und den Rosa-Luxemburg-Platz im Norden und den Steinplatz und Leipziger Platz im Osten sowie das Spielbergtor im Südosten bis zum Stadtpark am Hauptbahnhof. Zwischen Hauptbahnhof, Steigerstraße und Gothaer Platz im Süden und Südwesten der Stadt liegt das vorstädtische Villenviertel mit einzeln stehenden Mietshäusern und Villen des Bürgertums, ebenfalls aus der Zeit zwischen 1880 und 1910.
Weniger dominant sind Ergänzungsbauten aus späteren Zeiten wie die durch das Bauhaus inspirierten Wohnanlagen „Flensburger Block“ und „Hamburger Block“ in der Krämpfervorstadt.

## Stadtteile
Zu den Erfurter Vorstädten gehören die in der Tabelle enthaltenen Stadtteile. Ihre Flächen sind groß, da sie auch unbebaute Gebiete am Stadtrand umfassen, beispielsweise den zur Löbervorstadt gehörigen Steigerwald.
| Stadtteil        | Fläche [km²] | Einwohner 2000 | Einwohner 2002 | Einwohner 2004 | Einwohner 2006 | Einwohner 2008 | Einwohner 2010 |
| ---------------- | ------------ | -------------- | -------------- | -------------- | -------------- | -------------- | -------------- |
| Andreasvorstadt  | 2,84         | 13.130         | 13.234         | 14.285         | 14.911         | 15.205         | 15.556         |
| Brühlervorstadt  | 7,10         | 10.879         | 11.133         | 11.464         | 11.874         | 12.089         | 12.442         |
| Johannesvorstadt | 3,29         | 5.069          | 5.241          | 5.523          | 5.752          | 5.828          | 6.040          |
| Krämpfervorstadt | 4,96         | 12.125         | 12.921         | 14.105         | 14.499         | 14.669         | 15.032         |
| Löbervorstadt    | 10,22        | 11.127         | 11.185         | 11.349         | 11.426         | 11.544         | 11.623         |
| Daberstedt       | 3,50         | 13.837         | 13.762         | 13.680         | 13.505         | 13.507         | 13.428         |
| Ilversgehofen    | 2,76         | 9.914          | 9.928          | 10.251         | 10.221         | 10.654         | 10.823         |
| Vorstädte gesamt | 34,67        | 76.081         | 77.404         | 80.657         | 82.188         | 83.496         | 84.944         |